# I pascoli del cielo
I pascoli del cielo è un romanzo dello scrittore statunitense John Steinbeck pubblicato nel 1932 e in Italia, tradotto da Elio Vittorini, nel 1940.
Il romanzo è composto da dieci capitoli che possono essere considerati altrettanti racconti unificati dal luogo geografico e da alcuni personaggi che vi ricorrono. Le storie sono ambientate in una vallata della California Centrale.

## Trama

### I
Nel 1776 un caporale spagnolo che inseguiva, insieme ai suoi soldati, un gruppo di venti convertiti indiani che una notte avevano abbandonato le loro capanne e la loro religione lasciando il lavoro alle cave dove si costruiva la sede per la Missione Carmelitana dell'Alta California, trovò la valle per puro caso.
I soldati fecero un difficile viaggio per le vie del Carmelo e in seguito inerpicandosi per le montagne, ma nell'arco di una settimana, i fuggitivi vennero ritrovati e, legati l'uno all'altro con una lunga catena, tutti ripresero la strada del ritorno.
Il secondo giorno di viaggio, il caporale che si era staccato dalla colonna per inseguire un cervo, raggiunse la vetta del colle e si fermò ad ammirare il meraviglioso spettacolo che si presentava ai suoi occhi
La valle, che ora è abitata da quasi tutti bianchi, rimase dimenticata per molto tempo e lo scopritore, pur avendo il desiderio di tornarci un giorno o l'altro, si ammalò di lue che gli aveva trasmesso una donna indiana e morì dopo poco.
La valle rimase a lungo dimenticata e solamente dopo molti anni giunsero in quella terra alcune famiglie di piantatori e, siccome la terra non apparteneva a nessuno, costoro si stabilirono, costruendo palizzate e piantando alberi da frutto e dopo un secolo, nei Pascoli del cielo, abitavano venti famiglie e c'erano venti piccole fattorie dove tutti vivevano in pace lavorando quella terra che era la migliore di tutta la California centrale.

### II
Non lontano dal centro della valle e confinante con le migliori fattorie del luogo si trovava la vecchia fattoria Battle, dove avevano vissuto due generazioni di Battle molto sfortunate. Erano accadute grosse disgrazie in quella fattoria e da dieci anni era abbandonata e incolta.
Nel 1921 presero possesso della fattoria i Mustrovic, un vecchio con la moglie e un figlio che era l'unico a parlare l'inglese e che rimaneva in contatto con la valle andando qualche volta all'Emporio ma che parlava solamente per chiedere le cose necessarie e non rispondeva mai alle domande cortesi della gente. Per due anni il figlio lavorò dalla mattina alla sera sul campo senza nessun aiuto e l'aveva fatto prosperare.
Un giorno però Pat Humbert non vide il solito filo di fumo dal comignolo dei Mustrovic. Trascorsero tre giorni prima che i vicini osassero fare un sopralluogo. Il quarto giorno però Pat Humbert, T.B. Allen e John Whiteside si recarono alla casa. John Whiteside bussò alla porta della cucina. Non avendo risposta girò la maniglia e la porta si aprì. Vi era la tavola apparecchiata con la minestra nella zuppiera, fette di pane e uova fritte e su tutto si stava formando uno strato di muffa. Nella casa non c'era nessuno e sembrava che fosse stata abbandonata all'improvviso.
Malgrado le indagini svolte dallo sceriffo, dei Mustrovic non si seppe mai più nulla, le erbacce tornarono a crescere e tutti, ancora una volta, si convinsero che la casa era maledetta.
Ma un giorno Pat Humbert, che aveva visto delle automobili ferme davanti alla casa, lo disse all'Emporio e T. B. Allen, che ne era il proprietario, subito mise in circolazione la voce.
A prendere possesso della casa era stato Bert Munroe che era venuto ad abitare nella valle dopo che gli affari con i fagioli gli erano andati male. Egli era rimasto così scosso che era convinto di essere stato colpito da una maledizione e aveva deciso di smettere di lottare.
Arrivò alla fattoria con la moglie e i suoi tre figli e in poco tempo la rimise a posto tanto che «in tre settimane la vecchia casa aveva perduto ogni traccia del suo aspetto solitario. Era diventata una delle tante case di campagna che si vedono nell'Ovest».
La moglie era una brava donna e una buona massaia, la figlia maggiore, Mae, era graziosa, dolce e intelligente, Jimmy Munroe aveva diciassette anni ed era un bel ragazzo, dai capelli e dagli occhi scuri e il minore dei tre figli era un bambino di sette anni, sempre triste e serio con problemi alle adenoidi che gli avevano fatto arrestare lo sviluppo del cervello.
Appena comprata la fattoria Bert sentì che la maledizione l'aveva abbandonato e, ritornato l'uomo allegro e generoso di una volta, cominciò presto a fare amicizia con i vicini che, dapprima restii perché convinti che la fattoria dei Battle fosse maledetta, non riuscivano a capacitarsi che così non fosse.
Vinta così la loro diffidenza Bert divenne, nel giro di tre mesi, un membro della valle, stimato e benvoluto da tutti.

Quando T. B. Allen chiese a Bert se gli spiriti si fossero già fatti vedere egli rise e rispose: 
e tutti quelli che erano all'Emporio si misero a ridere ma T. B. Allen aggiunse:

### III
La storia narra di un altro abitante della valle, Edward Wicks, che abitava in una piccola casa sul marciapiede della strada. Aveva una moglie di nome Katherine e una bellissima figlia di nome Alice che divenne per Edward un motivo continuo di ansia quasi paranoide.
Alice infatti era talmente bella che il padre capì subito che andava protetta. Egli, mentre la figlia cresceva, credeva di vedere negli occhi di ognuno che la guardava una forte senso di bramosia e spesso, quando lavorava nel frutteto, temeva che gli zingari gliela rubassero.

Alice era bella ma non intelligente e questo creava ancor più apprensione nel padre che temeva che chiunque avrebbe potuto rovinarla. L'ossessione divenne così forte che Edward, dopo che la figlia compì i quattordici anni, si mise a tormentare ogni mese la moglie: 
e non si calmava fin quando la moglie non gli rispondeva di sì.
Quando Jimmy Munroe che era un bel ragazzo venne ad abitare nella valle, tutte le paure di Edward si concentrarono su di lui e prima ancora che la figlia avesse mai visto il ragazzo le proibì di vederlo.
Un giorno Edward ricevette un telegramma che gli annunciava la morte di sua zia Nellie e così fu costretto a recarsi a Oakland per il funerale e lasciare la moglie e la figlia da sole. La sera stessa della partenza di Edward, Tom Breman passò a casa dei Wicks e chiese ad Alice e alla madre se volevano partecipare a un ballo che davano nell'edificio della scuola. Dopo parecchia indecisione Katherine accettò e accadde che al ballo Alice incontrasse Jimmie Munroe e si lasciasse baciare.
Quando Edward ritornò nella valle venne subito a saperlo dal proprietario dell'emporio, T.B. Allen e, pieno di furore, preso un fucile dal negozio uscì di corsa intenzionato ad uccidere il giovane ma venne prontamente fermato dal vice-sceriffo. Non potendo però rinchiuderlo in prigione perché non aveva fatto nulla gli chiesero una somma di danaro per cauzione. Edward, che aveva sempre fatto credere a tutti di essere ricco, si sentì affranto ma, con le parole di incoraggiamento della moglie e la sua comprensione, decise di abbandonare la valle e fare fortuna in un altro luogo.

### IV
Il quarto racconto è ambientato in un'altra fattoria della valle, quella di Franklin Gomez. Egli aveva un bracciante di nome Pancho che ogni tre mesi aveva l'abitudine di prendere i suoi risparmi e andare a Monterey ad ubriacarsi per poi rientrare al mattino. Ma accadde che una volta di queste, mentre era sulla strada del ritorno per casa, udisse il pianto di un bambino tra i cespugli. Scese da cavallo e andò a vedere e trovò un bambino che piangeva.
Pancho, spaventato a morte, tornò urlando dal padrone che volle andare a vedere di che cosa si trattasse. Arrivato al punto indicatogli da Pancho trovò il bambino e decise di portarlo a casa. Fino ai tre anni il bambino non parlò. Egli venne chiamato Tularecito, che in spagnolo vuol dire Ranocchietto, perché «Aveva le braccia corte e grosse in contrasto con le gambe lunghe e snodate. Aveva un'enorme testa piantata senza collo sulle spalle massicce».
Non si venne mai a saper chi lo avesse abbandonato ma Gomez lo accolse nella sua fattoria e ne ebbe cura. Il bambino crebbe velocemente ma a cinque anni il cervello smise di svilupparsi mentre aumentava la sua forza che lo faceva già lavorare come un uomo. Tularecito sapeva inoltre incidere con grande abilità figure di animali sulla pietra arenaria.
Tularecito era solitamente buono e tranquillo ma quando qualcuno rompeva uno dei suoi lavori diventava una furia, tanto che Franklin Gomez dovette legargli spesso mani e piedi e tenerlo per ore rinchiuso nella rimessa della fattoria fino a che non si fosse calmato.
Compiuti i sei anni Tularecito non andò a scuola e per cinque anni le autorità scolastiche cercarono di occuparsi del suo caso ma senza risultato. Turalecito aveva una vera fobia della scuola e quando ne sentiva parlare scompariva dalla fattoria per alcuni giorni.
Ma a undici anni dovette arrendersi alle autorità e iniziare ad andare a scuola. La sua maestra, la signorina Martin, scoprì presto la sua abilità nel disegno e gli diede un gesso per disegnare sulla lavagna. Ma quando arrivò l'ora di matematica e i ragazzi della quarta classe cancellarono la lavagna, Tularecito si scagliò su di loro con furia e tutti dovettero fuggire.
Alla fine dell'anno, la signorina Martin diede le dimissioni per motivi di salute e subentrò al suo posto la signorina Morgan, una giovane insegnante entusiasta del suo mestiere che riuscì ad attirare l'attenzione di Turalecito leggendo le fiabe. Infatti quando ella iniziò a leggere di elfi, folletti, fate e silfidi Tularecito si concentrò sulla lettura, lasciò cadere la matita con la quale disegnava e non tracciò più nessun segno sui fogli del suo album.
Il primo giorno che la signorina Morgan aveva letto degli gnomi, mentre percorreva la strada per ritornare a casa, incontrò Turalecito. Il ragazzo voleva sapere degli gnomi e disse che, pur non avendoli mai visti, sapeva che esistevano. La signorina Morgan, pensando che fosse inutile deludere il ragazzo,
gli disse che se voleva vedere gli gnomi doveva cercarli sotto terra e aspettare la notte perché essi uscivano solo quando si faceva buio.
Così Tularecito quella sera stessa prese una pala per andare a cercare, come disse a Pancho, "la gente che vive sotto terra" e si avviò verso le colline e iniziò a cercare gli gnomi. Arrivò così nell'orto di Bert Munroe e ai piedi di un grande pesco scavò una grande buca. Smise di scavare soltanto all'alba e si riparò nella macchia per dormire.
Verso mezzogiorno Bert Munroe scoprì la buca e pensando fossero stati i ragazzi si affrettò a ricoprirla perché non costituisse un pericolo. Ma Tularecito, uscito dalla macchia, si slanciò su di lui urlando e agitando la pala.
All'ora del pranzo, Jimmie Munroe andò a chiamare il padre e lo trovò disteso e sanguinante sul mucchio di terra, mentre dalla buca Tularecito buttava con forza palate e palate di terra. Jimmie, pensando che il padre fosse stato ucciso e che qualcuno stesse scavando la fossa, corse a telefonare ai vicini che accorsero subito. Tularecito reagì con la forza di un leone ma, colpito con la sua stessa pala, venne legato e condotto in prigione. Esaminato da una commissione di medici, Tularecito non rispose alle domande e si limitò a sorridere.
Così, malgrado il signor Gomez avesse chiesto che il ragazzo gli venisse riaffidato, il giudice decise che egli era pericoloso e che non poteva essere lasciato in libertà.

## Edizioni
- John Steinbeck, I pascoli del cielo, collana Medusa, traduzione di Elio Vittorini, Mondadori, 1940.
- John Steinbeck, I pascoli del cielo, collana I Grandi Tascabili, traduzione di Elio Vittorini, Milano, Bompiani, 2011, ISBN 978-88-45-26840-3.